# Центр им. Гельмгольца Дрезден-Россендорф (HZDR)
Центр им. Гельмгольца Дрезден-Россендорф   (нем. Helmholtz-Zentrum Dresden-Rossendorf (HZDR)) — научно-исследовательский центр, расположенный в Дрездене (Германия). С 1 января 2011 года входит в Объединение имени Гельмгольца немецких научно-исследовательских институтов.

## История
Бывший научно-исследовательский центр Россендорф был основан в 1956 году Немецкой академией наук. До 1974 года заместителем директора был уроженец Германии физик Клаус Фукс.
После воссоединения Германии он был реорганизован в Исследовательский центр Россендорф. В 2011 году Центр стал членом Общества имени Гельмгольца — ассоциации немецких исследовательских центров.

## Научно-исследовательские программы

### От материи к материалам
С помощью современного исследовательского оборудования ученые HZDR стремятся улучшить свойства традиционных материалов и разрабатывать новые. К ним, в частности, относятся: моделирование литья стали, источников радиационного излучения и ультрасильных магнитных полей для изучения свойств различных материалов, таких как сверхпроводники и тому подобное. Фундаментальные исследования проводятся также с целью получения возможности использования полупроводниковых материалов в электронике и вычислительной технике. Кроме того проводятся исследования магнитных полей в космосе и возникновения вещества в результате Большого взрыва.

### Исследования раковых клеток
Исследование раковых клеток в HZDR фокусируется на трех основных областях: исследования в области новых радиоактивных фармацевтических препаратов для диагностики рака, разработка методов визуализации, применяемых в онкологии и улучшение процесса ускорения частиц при помощи лазерных технологий.

### Исследования в области энергетики
Учеными HZDR проводятся исследования в отраслях химической и металлообрабатывающей промышленности, ядерной безопасности, новых технологий для разведки, добычи и использования сырья и биокомпозитных материалов.

## Структура
Научно-исследовательский центр состоит из восьми отделений:
- Институт ионно-лучевой физики и материаловедения
- Лаборатория высоких магнитных полей
- Институт радиохимии
- Институт исследований безопасности
- Институт радиофармакологии
- Институт физики излучения
- Гельмгольц институт технологии ресурсов в Фрайберге
- Научно-технический отдел

## Исследователи HZDR
- Вольф Хэфеле[нем.] — научный руководитель Научно-исследовательского центра Россендорф в 1992-1996 гг.
- Франк Побель[нем.] — научный руководитель Центра в 1996-2003 гг., впоследствии возглавлял лабораторию магнитных полей (Дрезден, 2002-2004 гг.)
- Роланд Зеорбрай[нем.] — научный руководитель Центра с 2006 г.
- Хайнц Барвих
- Клаус Фукс